# Karina Skrzeszewska
Karina Skrzeszewska (ur. we Wrocławiu) – polska śpiewaczka operowa, sopran koloraturowy dramatyczny (soprano drammatico d'agilità), specjalizująca się w partiach belcantowych.

## Kariera artystyczna
Ukończyła studia na Wydziale Wokalno-Aktorskim Akademii Muzycznej im. Karola Lipińskiego we Wrocławiu pod kierunkiem prof. Felicji Jagodzińskiej-Langer, a następnie doskonaliła umiejętności wokalne podczas kursów mistrzowskich w Polsce i za granicą, m.in. u Krystyny Szostek-Radkowej, Dariusza Grabowskiego, Paulosa Raptisa, Ingrid Kremling-Domanski i Renaty Scotto.
Pierwsze sceniczne kroki postawiła w przedstawieniu dyplomowym realizowanym przy współpracy z Operą Dolnośląską, w roli Pierwszej Damy w Czarodziejskim flecie Mozarta, a następnie w operetce Karla Zellera Ptasznik z Tyrolu na deskach Operetki Wrocławskiej.
W marcu 2007 roku debiutowała partią Musetty w Cyganerii Pucciniego na scenie Opery Bałtyckiej w Gdańsku, a w czerwcu tego samego roku wystąpiła w roli Donny Anny w Don Giovannim Mozarta na Festiwalu Operosa w Warnie. Pod koniec 2007 roku podjęła współpracę z Mazowieckim Teatrem Muzycznym Operetką w Warszawie, debiutując w roli Rozalindy, w reżyserowanej przez Wiesława Ochmana Zemście nietoperza Straussa.
W latach 2008–2011 artystka brała udział w tournée operowych po Holandii, Belgii i Hiszpanii wykonując role: Łucji w Łucji z Lammermooru, Gildy w Rigoletcie, Dziewczyny w kantatach Carmina Burana i Catulli Carmina Carla Orffa oraz Donny Anny w Don Giovannim.
Od 2008 roku współpracowała z Operą Śląską w Bytomiu, gdzie debiutowała w tytułowej partii premierowego spektaklu Łucja z Lammermooru Donizettiego. Za ten występ oraz za późniejszą rolę Dziewczyny w widowiskowej realizacji Carmina Burana została uhonorowana Złotą Maską w kategorii najlepszej roli wokalno-aktorskiej 2008 roku (nagranie Carmina Burana z jej udziałem pod dyrekcją Tadeusza Serafina ukazało się na płycie pod koniec 2011 roku). Zaowocowało to współpracą z Peterem Dvorskim, który zaprosił artystkę do udziału w nowej produkcji Łucji z Lammermooru w Koszycach, a następnie do Narodowego Teatru w Bratysławie, gdzie kreowała partię Donny Anny w Don Giovannim Mozarta, a także brała udział w koncertach verdiowskich.
W 2010 roku debiutowała w Teatrze Wielkim w Poznaniu w koncertowym wykonaniu Carmina Burana. W następnym roku w bydgoskiej Operze Nova dołączyła do swojego repertuaru partię Królowej Nocy w Czarodziejskim flecie.
W roku 2011, na scenie Teatru Wielkiego w Poznaniu oraz Opery Śląskiej, debiutowała podwójnie jako tytułowa Maria Stuarda. W polskiej prapremierze dzieła Donizettiego, „Skrzeszewska zachwyciła koloraturowym sopranem o pięknej barwie i zdecydowanym brzmieniu. Jej śpiew górował nad dobrze brzmiącym chórem”, pisał Dziennik Teatralny, „Karina Skrzeszewska zdominowała właściwie całe przedstawienie, a już na pewno akt II należał wyłącznie do niej. Skupiona, w pełni kontrolując głos, zachwycała ciepłą barwą, płynnym prowadzeniem frazy, przepięknymi pianami, zwłaszcza w górnym rejestrze", donosił Portal Katowicki.
Od 2012 roku, na zaproszenie Michała Znanieckiego, artystka uczestniczyła w trzech edycjach projektu Głos wykluczonych w ramach programu Europejskiej Stolicy Kultury Wrocław 2016, którego finał odbył się w lipcu 2016 w ogrodach Zamku w Leśnicy. W ramach projektu wystawiono m.in. Królową wróżek: sen nocy letniej Purcella. W spektaklu uczestniczyły osoby ze środowisk mniejszości narodowych i etnicznych Wrocławia, ukraińsko-łemkowski zespół taneczny i podopieczni Miejskiego Centrum Usług Socjalnych i Wrocławskiego Centrum Opieki i Wychowania.
W roku 2013 debiutowała na scenie Teatru Wielkiego w Łodzi, tytułową partią Anny Boleny Donizettiego, do roli tej wracając jeszcze dwukrotnie, w 2015 w Łodzi i w 2018 w Operze Krakowskiej. Ten artystyczny sukces zapisał się całą serią wyśmienitych recenzji, „nikt nie mógł równać się z głosem tytułowej królowej – Kariny Skrzeszewskiej. Cały jej występ aż do dramatycznego końca – był wspaniały. Finał (Coppia iniqua) przyprawiał o ciarki i wgniatał w fotel. Zostało to uhonorowane największymi brawami jakie słyszałem w operze Krakowskiej”, „... jest to śpiewaczka, która posiada niezwykłe możliwości wokalne. Dysponuje zjawiskowym sopranem z brzmiącymi dołami, pięknymi średnicami i wręcz piorunującymi górami”, „Karina Skrzeszewska wykreowała na scenie postać niezwykle złożoną, dzięki czemu autentyczną. Co więcej, zaśpiewaną z prawdziwą wirtuozerią. Włoskie belcanto w jej wykonaniu, na poziomie najlepszych europejskich teatrów operowych, to czysta rozkosz dla słuchaczy". W tym samym, 2013 roku, debiutowała jako Violetta Valery w Traviacie Verdiego, w Teatrze Wielkim w Łodzi, wykonując tę partię wielokrotnie: na deskach Opery Śląskiej (2014, 2015), Teatru Muzycznego w Lublinie (2015, 2023), Opery na Zamku w Szczecinie (2016, 2017) oraz Opery Bałtyckiej (2016, 2017, 2018), jak donosił portal Maestro, „W obsadzie dominowała Karina Skrzeszewska, która partię Violetty wykonała z prawdziwą pasją i wokalnym mistrzostwem ... mamy tutaj do czynienia z kreacją subtelnie liryczną, a zarazem wstrząsającą siłą dramatycznego wyrazu".
W następnym roku wróciła do tytułowej Łucji z Lammermooru otwierając jubileuszowy, 70-ty sezon Opery Ślaskiej, „Łucja w wykonaniu Kariny Skrzeszewskiej jest niesamowita ... Głosem od pierwszej nuty pewnym, stanowczym i wspaniale brzmiącym Skrzeszewska maluje postać kolorowo i bogato ... śpiew, który słuchacza wbija w fotel. Koloratura podparta fletem jest perfekcyjna ... wydawało się, że oszalała także publika ... 'Brawo, brawo!!!'", relacjonowano. Wiosną 2016 wcieliła się w rolę Elżbiety w Don Carlosie Verdiego w Operze Nova w Bydgoszczy, na inaugurację Bydgoskiego Festiwalu Operowego, rolą w której występowała również na deskach Teatru Państwowego w Cottbus (2017, 2018). Nawiązała także współpracę z Sinfonią Varsovią oraz z Narodowym Forum Muzyki we Wrocławiu. Kolejny rok rozpoczęła koncertami z Narodową Orkiestrą Symfoniczną Polskiego Radia (NOSPR) w Katowicach pod batutą José Maria Florêncio.
Sceniczny rok 2017 przyniósł trzy wielkie partie. Debiutowała w Mocy przeznaczenia Verdiego w Operze Śląskiej, „jej Leonora może bez wątpienia dołączyć do galerii najznakomitszych ról wykreowanych przez tę artystkę ... Jej Pace, pace mio Dio, na długo pozostanie w pamięci”, pisał Portal Teatralny. Następnie w roli Abigaille w Nabucco w Operze Bałtyckiej, „Gwiazdą gdańskiej premiery była wielka, polska sopranistka Karina Skrzeszewska, która nie tylko doskonale poradziła sobie z bardzo trudnymi partiami Abigaille, ale dodatkowo uwiarygodniła dramat postaci”, „finałowe wyznanie „Su me… morente… esamine”, zaśpiewane długimi delikatnymi frazami, zabrzmiało prawdziwie przejmująco, a Abigaille, kreślona zazwyczaj grubą kreską, nabrała nowych, ocieplających ją cech", „Trudno oprzeć się wrażeniu, że scenę skradła Karina Skrzeszewska ... Jej arie za każdym razem spotykały się z owacjami ze strony publiczności", komentowały portale teatralne i muzyczne. Do roli tej wracała jeszcze wielokrotnie, w latach 2017–2021 dając kilkadziesiąt spektakli, m.in. w Operze Śląskiej, Wrocławskiej, Bałtyckiej, a także w Teatrze Państwowym Dolnej Bawarii. Trzecim z kolei debiutem w roku 2017 była tytułowa Norma Belliniego w Operze Krakowskiej, „rewelacją okazała się Karina Skrzeszewska śpiewająca z pełnym powodzeniem wirtuozowską partię tytułowej bohaterki. Obdarzona sopranem o pięknej barwie, wyrównanym w każdym rejestrze brzmieniu, imponowała maestrią i subtelnością prowadzenia belcantowej frazy”, „Bezsprzeczną bohaterką drugiej premiery okazała się obdarzona sopranem dramatycznym Karina Skrzeszewska. Posiadająca greckie korzenie artystka przedstawiła nie tylko wysoką kulturę wokalną, lecz także interpretację przepełnioną prawdą oraz prawdziwie gorącymi emocjami”, pisała muzyczna prasa. W tym samym roku zaprezentowała swój autorski projekt – Callas jakiej nie znacie..., koncert zrealizowany z pianistką Katarzyną Neugebauer, ilustrowany narracją Marcina Marii Bogusławskiego. W roku 2019 debiutowała w roli Hrabiny w Weselu Figara Mozarta w Warszawskiej Operze Kameralnej gdzie, wg Portalu Teatralnego, „brylowała urodą i pięknem sopranu”. W październiku na kilka miesięcy udała się do Teatru Państwowego Dolnej Bawarii, aby wystąpić w Nabucco w Pasawie i Landshut, a zaraz potem, wróciwszy do włoskiego belcanta, debiutować tam w Marii Stuardzie, tym razem w roli Królowej Elżbiety, w Teatrze Miejskim w Pasawie.
Rok 2020 upłynął w cieniu ogólnoświatowej pandemii COVID-19. Przed zamknięciem teatrów w marcu udało się dokończyć serię przedstawień w Pasawie i zaśpiewać w Weselu Figara w Warszawie. Jesienią, gdy restrykcje sanitarne zelżały wróciła do Opery Wrocławskiej aby kolejny raz wcielić się w rolę Abigaille, jednak w trakcie prób doszło do zakażenia członków zespołu i spektakle zostały odwołane. Wiosną następnego roku wzięła udział w 30. Festiwalu Mozartowskim w Warszawskiej Operze Kameralnej, gdzie po ośmiu latach wróciła do roli Donny Elwiry w Don Giovannim, jak relacjonowano, „Karina Skrzeszewska sportretowała Donnę Elvirę z charakterystycznym dla siebie ogniem. Kreacji scenicznych tej artystki wprost nie da się potraktować obojętnie, gdyż w każdą z nich wkłada ona potężną dawkę emocji i wielki kunszt interpretacyjny. Co doskonale idzie w parze z kunsztem wokalnym”. Sezon zakończyła na tejże scenie, po raz trzeci tutaj w roli Hrabiny, w zamykającym festiwal, Weselu Figara. W kolejnym roku oprócz powrotu do ról Donny Elviry i Hrabiny w WOK, debiutowała w roli Halki w Londynie na zaproszenie Polskiego Ośrodka Społeczno-Kulturalnego. Wiosną 2023, wróciła na deski Teatru Muzycznego w Lublinie jako Violetta Valery w Traviacie, gdzie jak relacjonowano, przybyli widzowie z różnych części Kraju, a jej kreacja została nagrodzona wielominutowymi owacjami na stojąco.
We wrześniu 2024 roku artystka zadebiutowała w partii tytułowej w operze
G. Pucciniego "Tosca" pod kierownictwem muzycznym Vincenta Kozlovsky’ego .
11 maja 2024 r. zadebiutowała w Teatrze Wielkim Operze Narodowej w koncertowej wersji "Beatrix Cenci" L. Różyckiego pod kierownictwem muzycznym Marty Kluczyńskiej.
Karina Skrzeszewska brała udział w licznych spektaklach i koncertach za granicą – w USA, Belgii, Holandii, Hiszpanii, Grecji, Słowacji, Bułgarii, Niemczech, Szwecji i na Ukrainie.
Współpracowała z wieloma dyrygentami m.in.: Janem Ślękiem, Andrzejem Straszyńskim, Andrzejem Knapem, Markiem Traczem, Piotrem Wajrakiem, Łukaszem Borowiczem, Warcisławem Kuncem, Willem Crutchfieldem, Jose Ferreira Lobo, Gaetano d’Espinosą, Najdenem Todorowem, Vladimirem Kiradijevem czy José Maria Florêncio, oraz reżyserami: Robertem Skolmowskim, Dieterem Kaegi, Henrykiem Konwińskim, Janiną Niesobską, Danielem Kustosikiem, Tomaszem Janczakiem, Wiesławem Ochmanem, Mariánem Chudovským, Frankiem-Berndtem Gottschalkiem, Bertem Bijnenem, Michałem Znanieckim, Waldemarem Zawodzińskim, Włodzimierzem Nurowskim, Tomaszem Koniną, Laco Adamikiem i in.

## Działalność na rzecz kultury greckiej
Karina Skrzeszewska pochodzi z rodziny polsko-greckiej (jej matka jest Greczynką z Pontu, która znalazła się w Polsce w wyniku wojny domowej w Grecji). Od dziecka obcowała z grecką kulturą. W swoim repertuarze (oprócz partii operowych i operetkowych), ma też klasyczne pieśni greckie Manosa Chadzidakisa, Apostolosa Kaldarasa i Mikisa Theodorakisa. Jest ambasadorem kultury greckiej w Polsce, działając we Wrocławskim Towarzystwa Greków w Polsce „Odysseas”. Jest inicjatorką i realizatorką przedsięwzięć artystycznych propagujących kulturę i sztukę Grecji (prowadziła m.in. warsztaty tańców greckich). W 2004 roku, z okazji Olimpiady w Atenach wystąpiła z koncertem muzyki greckiej w Klubie Olimpijskim w Warszawie. Jej koncert uświetnił również wydarzenie „Spotkania Rodzin Olimpijskich” na warszawskim Towarze w 2004 roku oraz narodowe święto Grecji w październiku 2006 roku.

## Repertuar

### Partie operowe
| Kompozytor   | Rola               | Tytuł                            | Miejsce |
| ------------ | ------------------ | -------------------------------- | --- |
| V. Bellini   | Norma              | Norma                            | 2019 – Opera Krakowska 2018 – Opera Krakowska 2017 – Opera Krakowska |
| G. Donizetti | Anna Boleyn        | Anna Bolena                      | 2018 – Opera Krakowska 2015 – Teatr Wielki w Łodzi 2013 – Teatr Wielki w Łodzi |
| G. Donizetti | Łucja              | Łucja z Lammermooru              | 2014 – Opera Śląska w Bytomiu 2010 – Teatr Państwowy w Koszycach 2009 – Teatr Państwowy w Koszycach 2009 – XIX Festiwal im. Adama Didura w Sanoku 2008 – Opera Śląska w Bytomiu |
| G. Donizetti | Elisabetta         | Maria Stuarda                    | 2020 – Teatr Miejski w Pasawie 2019 – Teatr Miejski w Pasawie |
| G. Donizetti | Maria Stuarda      | Maria Stuarda                    | 2011 – Teatr Wielki w Poznaniu 2011 – Opera Śląska w Bytomiu |
| G. Verdi     | Abigaille          | Nabucco                          | 2021 – Opera Wrocławska 2020 – Opera Wrocławska 2019 – Opera Wrocławska 2019 – Teatr Miejski w Pasawie 2019 – Teatr Miejski w Landshut 2018 – Opera Wrocławska 2018 – Opera Bałtycka w Gdańsku 2018 – Opera Śląska w Bytomiu 2018 – Opera Bałtycka w Gdańsku 2018 – Opera Śląska w Bytomiu 2017 – Opera Bałtycka w Gdańsku      |
| G. Verdi     | Leonora            | Moc przeznaczenia                | 2017 – Opera Śląska w Bytomiu |
| G. Verdi     | Elżbieta de Valois | Don Carlo                        | 2018 – Staatstheater Cottbus 2017 – Staatstheater Cottbus 2016 – Opera Nova w Bydgoszczy |
| G. Verdi     | Violetta           | Traviata                         | 2023 – Teatr Muzyczny w Lublinie 2018 – Opera Bałtycka w Gdańsku 2017 – Opera na Zamku w Szczecinie 2017 – Opera Bałtycka w Gdańsku 2016 – Opera Bałtycka w Gdańsku 2016 – Opera na Zamku w Szczecinie 2015 – Teatr Muzyczny w Lublinie 2015 – Opera Śląska w Bytomiu 2014 – Opera Śląska w Bytomiu 2013 – Teatr Wielki w Łodzi |
| G. Verdi     | Gilda              | Rigoletto                        | (potrzebna informacja) |
| G. Puccini   | Mimì               | Cyganeria                        | 2017 – Opera Śląska w Bytomiu 2016 – Opera Śląska w Bytomiu |
| G. Puccini   | Musetta            | Cyganeria                        | 2007 – Opera Bałtycka w Gdańsku |
| W.A. Mozart  | Hrabina            | Wesele Figara                    | 2022 – Warszawska Opera Kameralna 2021 – Warszawska Opera Kameralna 2020 – Warszawska Opera Kameralna 2019 – Warszawska Opera Kameralna |
| W.A. Mozart  | Donna Elwira       | Don Giovanni                     | 2023 – Warszawska Opera Kameralna 2022 – Warszawska Opera Kameralna 2021 – Warszawska Opera Kameralna 2013 – Opera Krakowska 2011 – Opera Krakowska 2009 – Opera Krakowska |
| W.A. Mozart  | Donna Anna         | Don Giovanni                     | 2014 – Opera Śląska w Bytomiu 2011 – Opera Narodowa w Bratysławie 2007 – Festiwal Operosa w Warnie |
| W.A. Mozart  | Królowa Nocy       | Czarodziejski Flet               | 2011 – Opera Nova w Bydgoszczy |
| W.A. Mozart  | Pierwsza Dama      | Czarodziejski Flet               | 2011 – Opera Nova w Bydgoszczy – Opera Wrocławska |
| J. Strauss   | Saffi              | Baron cygański (operetka)        | 2013 – Teatr Muzyczny w Poznaniu 2012 – Opera Śląska |
| J. Strauss   | Rozalinda          | Zemsta Nietoperza (operetka)     | 2007 – Mazowiecki Teatr Muzyczny w Warszawie |
| S. Moniuszko | Halka              | Halka                            | 2022 – Polski Ośrodek Społeczno Kulturalny w Londynie |
| S. Moniuszko | Hanna              | Straszny Dwór                    | (potrzebna informacja) |
| H. Purcell   | Wróżka             | Królowa wróżek: Sen nocy letniej | 2013 – Teatr Muzyczny w Poznaniu 2012 – Opera Śląska |

Inne
- W. Shakespeare, Szukając Leara: Verdi, 2013 – Impart Wrocław
- Od Broadway’u do Hollywood (rewia w reż. Anny Majer), 2012 – Opera Śląska

Oratoria i dzieła symfoniczne
- C. Orff, Carmina Burana – Dziewczyna, 2008 – Opera Śląska (wykonanie sceniczne), 2010 – Teatr Wielki w Poznaniu (wykonanie koncertowe), 2018 – Filharmonia Śląska (wykonanie koncertowe)
- Oratorium Papieskie Urodziny Świętego[39], 2014 – Sanktuarium Jana Pawła II w Krakowie z udziałem Kameralnej Orkiestry Symfonicznej Filharmonii Opolskiej

Autorskie projekty muzyczne
- Callas jakiej nie znacie..., koncert zrealizowany z pianistką Katarzyna Neugebauer, ilustrowany narracją Marcina Marii Bogusławskiego, 2017 – Warszawa, 2018 – Kraków, Krynica Zdrój, 2019 – Kraków, Sanok

## Nagrody i odznaczenia
- 2016 – Odznaka honorowa „Zasłużony dla Kultury Polskiej”
- 2009 – Śląsk – Złota Maska za najlepszą rolę wokalno-aktorską w operze Łucja z Lammermooru i w Carmina Burana C. Orffa, w Operze Śląskiej[40]

## Nagrania
- C. Orff, Carmina Burana – 2011 Opera Śląska CD-ROM Box Music Bytom